# 明阿
明阿（みょうあ、生没年不詳）は南北朝時代の女性、尼僧。実名は不明。足利氏の執事を務める高氏の出身で、観応の擾乱で一族の大半が滅ぶと、その菩提を弔うため、総持寺（愛知県岡崎市）建立に奔走しその開基となった。

## 概要
父は足利尊氏の執事を務めた高師直の兄弟で、自身も優れた武将であった高師泰。夫は父の従兄弟で、後に高師直の猶子となった関東執事高師冬。師冬と結婚した時期は不明で、子供もまだ儲けていなかった。
正平6年/観応2年（1351年）、夫師冬が甲斐国で敵に包囲され自害、更におよそ一月後には、おじ師直・父師泰・兄弟師世ら高一族8人が摂津国武庫川で殺害されるという悲運に遭い出家、明阿と名乗る。
明阿は滅亡した一族の菩提を弔うため、寺院の建立を決意し、正平10年/文和4年（1355年）8月、足利尊氏に対して、師泰の生前に自身が譲り受けていたとする菅生郷（岡崎市）を菩提所として建てる総持寺に寄進したいと申し出た。尊氏は感激し、息子の義詮にもこのことを伝え、各々明阿に対して申し出に賛同する書状を送っている。
ところで、寄進予定の菅生郷は、師泰らが滅んだ観応2年のうちに既に師泰養子である高師秀の知行地として幕府に認められていた。実際は明阿の生活を慮った師秀が、明阿に菅生郷を譲渡していたようだが、書類上は師秀の知行地のままであった。そのため、後々、問題が紛糾することを懼れた明阿は、前述の尊氏・義詮の書状を得た後、師秀にも「去状（譲状）」を書いてもらい、更に念を入れ、足利家から寺へ菅生郷を寄進してもらう形を採りたいと尊氏に伝え、尊氏もこれを了承している。
経営基盤の整った総持寺は、数年後には現在の岡崎市籠田町に完成されたと考えられている。明阿は開基となり、亡き兄弟師世の子、自身の姪である「いち」を剃髪させ住持とした。同寺は1875年（明治8年）に到るまで尼寺であり、総持尼寺として知られた。1927年（昭和2年）、岡崎市中町に移転した。